# Нога, Габриэл
Габриэл Родригес Нога (порт. Gabriel Rodrigues Noga; родился 25 января 2002, Волта-Редонда) — бразильский футболист, защитник клуба «Атлетико Гоияниенсе».

## Клубная карьера
Уроженец Волта-Редонды, штат Рио-де-Жанейро, Габриэл Нога выступал за футбольную академию «Фламенго» с 2012 года. В июле 2020 года продлил свой контракт с клубом до 2024 года. 30 сентября 2020 года дебютировал в основном составе «Фламенго» в матче Кубка Либертадорес против эквадорского клуба «Индепендьенте дель Валье». 30 сентября 2020 года дебютировал в бразильской Серии A в матче против «Атлетико Паранаэнсе».

## Карьера в сборной
В октябре 2019 года Габриэл Нога был включён в заявку сборной Бразилии до 17 лет на предстоящий юношеский чемпионат мира. На турнире провёл 1 матч (против сборной Анголы 2 ноября) и помог бразильцам в четвёртый раз в истории выиграть юношеский чемпионат мира.

## Достижения

### Командные достижения
Сборная Бразилии (до 17 лет)
- Победитель чемпионата мира (до 17 лет): 2019